# Stylo
Pour la caméra faux stylo, voir paluche (caméra). Pour la chanson de Gorillaz, voir Stylo (chanson).
Le stylo  (apocope de stylographe) est un instrument, généralement de forme allongée facilitant sa préhension, qui sert à écrire ou à dessiner. Ayant l'avantage de posséder son propre réservoir d'encre, il a progressivement remplacé le porte-plume. Le mot est attesté en Grande-Bretagne dès 1882 pour un instrument à pointe tubulaire mais ne fut utilisé en France au sens d'instrument d'écriture qu'à partir de 1907. Il ne figure cependant pas encore dans le Larousse élémentaire illustré de 1918. On parlait plus couramment à l'époque de « porte-plume réservoir », « plume à réservoir » ou « plume-réservoir », tandis que « stylographe » désignait le stylo tubulaire.
Au fil des années, plusieurs modèles ont reçu ce nom :
- le stylo-plume ; date : 25 mai 1827
- le stylo-bille ;
- le stylo technique ou à pointe tubulaire ;
- le stylo-feutre (marqueur) ;
- le stylo-pinceau ;
- le stylo roller.

Le stylo sert aussi d'outil en jonglerie.

## Histoire

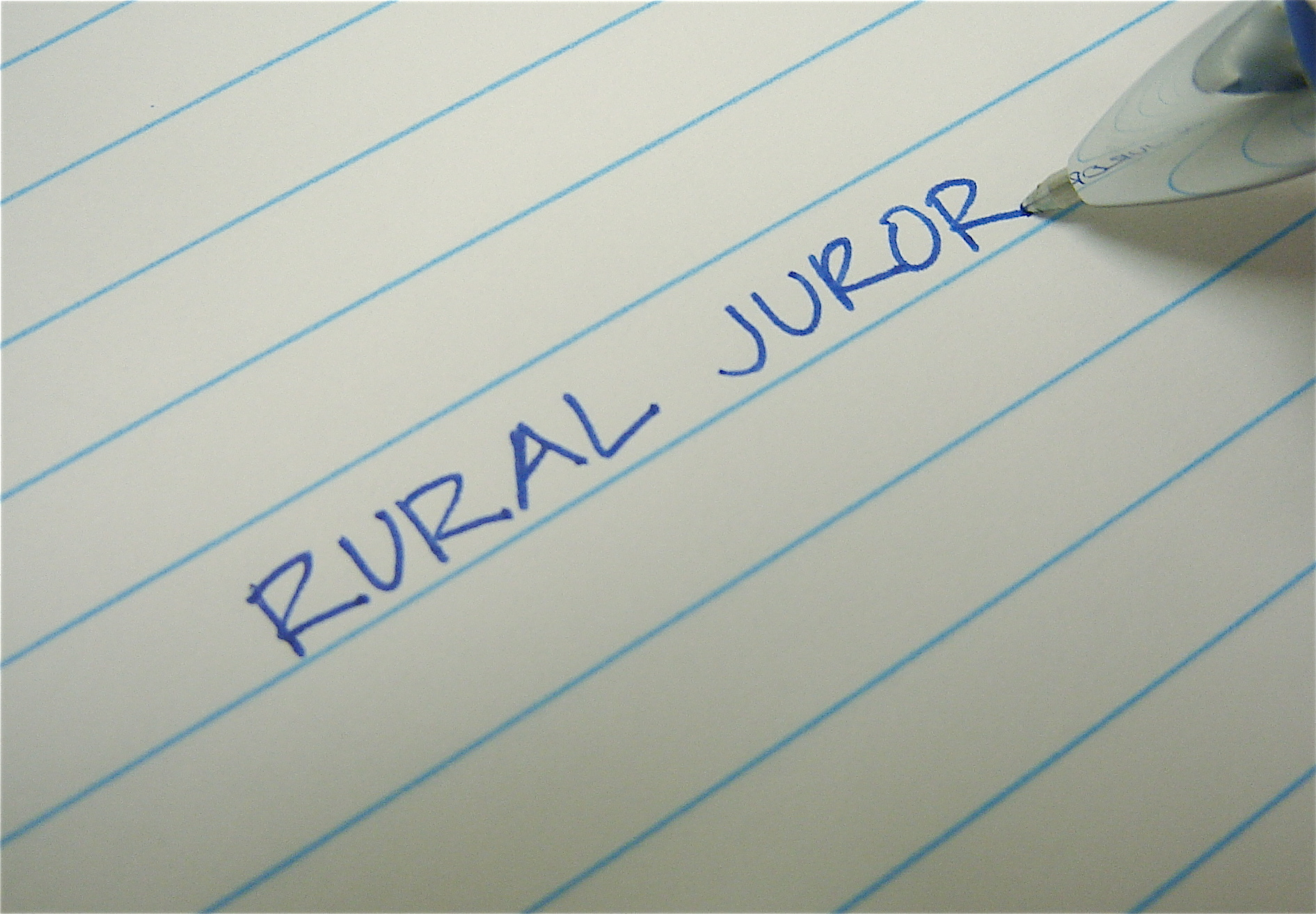
Geste scriptural

À l'origine, les tablettes sont gravées avec un roseau ou un burin. Le premier outil que l'on pourrait rapprocher du stylo est le calame constitué d'un roseau taillé dans lequel l'encre s'écoule le long d'une petite fente. Les Égyptiens utilisent un stylet en cuivre pour marquer l'argile tandis que les Romains privilégient le stylet en bronze.
Au Moyen Âge, la plume d'oie, utilisée dès le IVe siècle sur du papyrus, lui est progressivement substituée par les moines copistes. La plume d'oie (ou d'autres oiseaux, selon l'usage qui en est fait : cygne, dinde, canard, corbeau) avec lesquelles les moines copistes du Moyen Âge écrivaient sur leur parchemin mais aussi les écrivains jusqu'au début du XIXe siècle) devient l'instrument d'écriture le plus courant.
Léonard de Vinci dessine en 1508 dans son Codex Atlanticus des stylos à plume métallique avec des réservoirs cylindriques d'encre. En 1636, Daniel Schwenter dans son Delicia Physic-Mathematicae, décrit un stylo fait de deux plumes, une plume servant de réservoir pour l'encre de l'autre plume. Au XVIIe siècle, le stylo est appelé « plume sans fin », « plume-perpétuelle »  ou « plume éternelle ».
À la fin du XIXe siècle, la plume d'oie est remplacée par la plume métallique. Avec son porte-plume, la plume métallique dont la plus connue en France est la plume Sergent-Major se diffuse dans les écoles. Le stylo a ensuite continué à évoluer techniquement : il voit le jour sous le nom original de porte plume portable en 1827, inventé par le roumain Petrache Poenaru, qui a déposé son brevet à Paris, ensuite le problème du réservoir d'encre est résolu partiellement par Waterman qui met au point en 1884 le premier stylo-plume à encre à réservoir intégré. En 1895, Parker innove avec le Lucky Curve (conduit courbe qui rend le débit de l'encre régulier), le stylo enfin propre. Jusqu'ici en ébonite puis en plastique, les stylos de la marque Sheaffer concurrencent les Parker dans les années 1920 en habillant leur produit en matériau précieux (filigree argent, or).
Le stylomine et le stylographe 303 sont inventés par Yves Zuber en 1925.
Après la mise au point du stylo-bille en 1938, sa diffusion massive à partir de 1952 en démocratise l'usage. Il est autorisé dans les écoles françaises dès 1965. Le gros Bic 4 couleurs, il est mis au point en 1970.
Il existe de nombreux modèles de stylos adaptés à différents usages : écriture, mais aussi dessin, calligraphie, utilisant des formes de plumes spécifiques.

## Technologies du stylographe
Un stylo est développé autour de six éléments : la pointe, l'encre, le réservoir d'encre et son système d'adduction, le système de protection de la pointe, le fut et le design.
- La pointe : elle peut être en bois, en corne (calamus de la plume), en verre, en fibre, en poils, ou métallique (inox). l'épaisseur du trait peut être fixe ou liée à la pression (pleins et déliés), et varie de 0,1 à 1 mm pour la plupart des stylos bille, et jusqu'à 1 cm pour les feutres. On distingue trois procédés d'application :
  - via un calame bifide, système « classique » de la plume. Ce système permet de tracer des pleins et déliés lorsque l'extrémité du calame est plate, mais est sensible au séchage, à la projection d'encre et utilise beaucoup d'encre à l'application (menant à faire des tâches si on pose sa main dessus alors qu'elle n'est pas sèche). il est à noter que la plupart des stylos-plumes actuels ont un calame arrondi, ce qui permet un usage simplifié, mais ne permet pas de faire une écriture en pleins et déliés.
  - via une pointe en verre torsadée. Si cette catégorie est rattachée au stylo-plume, cette dernière n'a pas de réservoir et utilise une un pot d'encre liquide. La forme torsadée de la pointe en verre permet de stocker plus efficacement l'encre qu'un porte-plume classique et aussi d'assurer un trait plus précis qu'un stylo-plume métallique.
  - via une bille, en carbure de tungstène. Cette technologie, datant du début du XXe siècle permet de protéger l'encre du séchage (la bille devient une sorte de micro-capuchon) et de doser l'application de l'encre sur le support d'écriture. Le stylo-bille ne permet pas de faire de réels pleins et déliés.
  - via une pointe en fibre, initialement en feutre, ces stylos-feutres permettent d'avoir un trait épais. À l'usage, lorsqu'on dépasse le millimètre en taille de trait, on utilise préférentiellement le terme de « marqueur ». les marqueurs ont soit une pointe ronde, pour un trait uniforme, soit biseauté pour permettre des pleins et déliés.
  - via une pointe en poils, ces stylos-pinceaux de type « japonais », se prêtent particulièrement à l'art du dessin et de la calligraphie asiatique, avec une grande sensibilité à la pression, ce qui permet une grande expression.
  - via un tube, ces stylos tubulaires sont utilisés lorsque l'épaisseur du trait est importante (notamment en dessin technique). Ils sont calibrés selon les normes ISO 9175-1 ou DIN 15.
- L'encre est un produit technique qui est le principal secret des industries du stylo. La difficulté à trouver une encre adéquate a d'ailleurs retardé pendant près de 50 ans le succès du stylo-bille. L'encre peut avoir plusieurs propriétés :
  - La viscosité : on distingue de nos jours 3 types d'encres :
    - l'encre aqueuse (liquide) : utilisée dans les porte-plume, elle met un peu de temps à sécher (pour éviter le séchage sur la pointe du stylo) et peut créer des taches. C'est l'encre des stylos-plumes, tubulaires, feutres et de certains stylos-billes.
    - l'encre visqueuse : utilisée dans les stylos-billes, c'est l'encre typique des stylos Bic. Cette encre a la propriété d'être très concentrée, visqueuse, avec un séchage quasi instantané lorsqu'elle est appliquée sur le papier.
    - l'encre gel : Encre plus récente dans son utilisation, elle permet un toucher de la bille plus doux. Le gel combine les avantages de l'encre liquide et visqueuse, sans les inconvénients.
    - l'encre en base alcool : cette encre est utilisée surtout sur les stylos-pinceaux ou feutres et a la propriété de ne pas marquer lorsque l'on repasse au même endroit. Très utilisées pour le coloriage professionnel, cette encre n'est pas occultante et a tendance à traverser le papier.

  - Les propriétés, dont notamment :
    - l'encre effaçable : Composée de bleu d'aniline, elle est rendue transparente lorsqu'elle entre en contact avec du bisulfite de sodium (transparent), appliqué avec un feutre appelé effaceur.
    - l'encre fluorescente (qui a fait la popularité de la marque Stabilo), composée d'azurants optiques
    - l'encre effaçable à sec (pour tableaux blancs essentiellement)
    - l'encre peinture, opaque (pour les tableaux noirs ou vitres)
- le réservoir est un élément assez basique, dont les trois technologies sont : réservoir fixe, remplaçable (cartouche), ou en textile imbibé. le réservoir est relié à l'air d'une manière ou d'une autre à l'air ambiant pour assurer l'écoulement de l'encre (c'est notamment la raison du petit trou sur les stylos Bic.
- le système de protection de la pointe est soit classiquement un capuchon, soit un système mécanique de rétractation de la pointe (uniquement possible sur les stylos-billes.
- le fut du stylo a pour but soit d'optimiser le processus de production (stylo basique), soit d'assurer une bonne préhension, via un design ergonomique. Beaucoup de stylos disposent d'un revêtement élastique assurant plus de confort sur la préhension.
- le design global du stylo, a enfin pour but de susciter l'achat.

## Principales marques de stylos

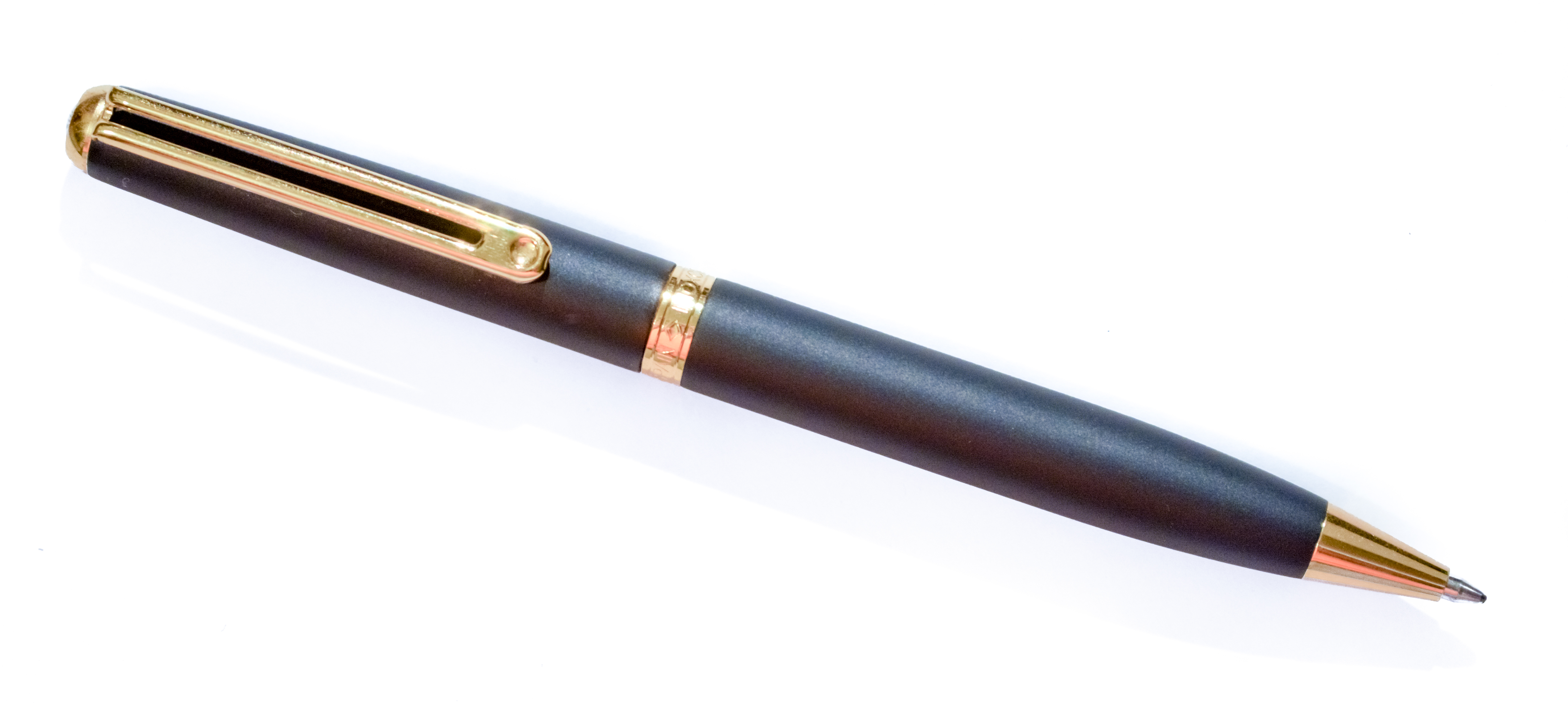
Un stylo à bille de luxe

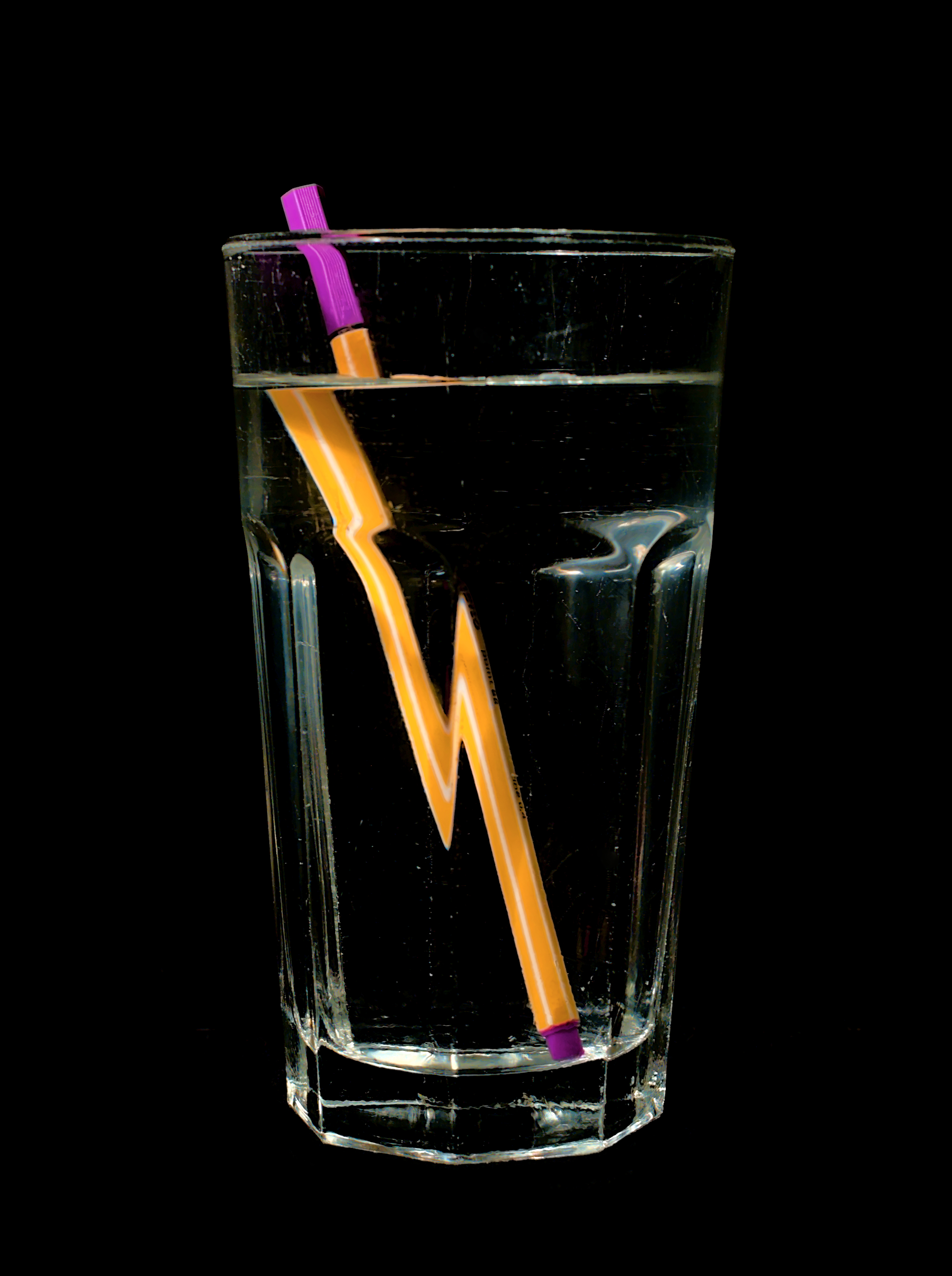
Réfraction d'un stylo dans un verre rempli d'eau. Mars 2022.

- BiC, dont le Bic Cristal
- Caran d'Ache
- Montblanc
- Paper Mate
- Parker
- Pelikan
- Pilot
- Staedler
- Schneider
- Reynolds
- Stabilo
- Waterman

## Collectionneurs
Un collectionneur de stylo peut avoir plusieurs appellations, suivant le style de stylos qu'il choisit de collectionner.
Ainsi, un collectionneur de stylos à bille sera un stylobiliaphile. De stylos à image mobile un stylumobilophile. De stylos et porte plumes un stylographile.
Enfin, et ce sont les plus nombreux, ceux qui collectionnent les stylos publicitaires sont des stylopubligraphiles.

## Belgique
En Belgique, le mot « stylo » est exclusivement employé pour désigner un stylo-plume. Un stylo-bille est systématiquement appelé « bic » en usage courant. Dans la même logique, un stylo-feutre sera simplement appelé « marqueur » ou « feutre ».